# 1991 PC16
1991 PC16 är en asteroid i huvudbältet som upptäcktes den 6 augusti 1991 av den amerikanske astronomen Henry E. Holt vid Palomarobservatoriet.
Asteroiden har en diameter på ungefär 9 kilometer.